# Port lotniczy Meghauli
Port lotniczy Meghauli – krajowy port lotniczy położony w Meghauli, w Nepalu.